# Суарес Фламерич, Херман
 Херма́н Суа́рес Фламери́ч  (исп. Germán Suárez Flamerich; 10 апреля 1907, Каракас, Венесуэла — 24 июня 1990, Каракас, Венесуэла) — венесуэльский юрист, политик и дипломат, Глава Правительственной хунты в 1950—1952 годах. Пришёл к власти после убийства главы правящей военной хунты генерала Карлоса Дельгадо Чальбо.

## Биография
Родился в семье Х. М. Суареса (исп.  J.M. Suárez) и Флоринды Фламерич (исп.  Florinda Flamerich). Он получил среднее образование в лицее Каракаса, затем изучал право в Центральном университете Венесуэлы (исп. Universidad Central de Venezuela).

### Юрист, политик, министр
В феврале 1928 года студентом участвовал в т. н. Студенческой неделе (исп. Semana del Estudiante), массовых выступлениях учащихся против режима Хуана Висенте Гомеса, был арестован полицией и до апреля того же года находился в тюрьме. Однако это тюремное заключение не повлияло на политические взгляды Суареса, который продолжал выступать против диктатуры — в октябре 1929 года он вновь был арестован и провел в заключении около трёх месяцев. В 1931 году, несмотря на то, что Хуан Висенте Гомес продолжал править Венесуэлой, завершивший обучение Херман Суарес получил степень доктора политических и общественных наук и лицензию адвоката.
В 1936 году, после падения диктатуры Гомеса, Херман Суарес был назначен преподавателем на кафедре гражданского права в Центральном университете Венесуэлы, где проработал год, и в 1941 году уже на основе конкурса вернулся на эту должность. Одновременно, с 1940 по 1943 год он был главным советником прихода Святой Терезы муниципалитета Федерального района, почётным председателем Комиссии по контролю над ценами (1940—1941) и основным депутатом от Федерального района в Национальном конгрессе Венесуэлы (1941—1944).
В 1945 году, после падения режима Исайаса Медины Ангариты и прихода к власти Революционной хунты Ромуло Бетанкура, Суарес Фламерич решением новых властей был назначен деканом факультета права, а в 1947 году был переизбран на эту должность решением собрания факультета. После переворота ноября 1948 года пришедшая к власти Военная правительственная хунта генерала Карлоса Дельгадо Чальбо привлекла его к работе в качестве юридического консультанта военного правительства. В сентябре 1949 года Херман Суарес был назначен министром иностранных дел Венесуэлы, однако пробыл в этой должности меньше пяти месяцев и в феврале 1950 года был отправлен послом в Перу.

### Глава правительственной хунты

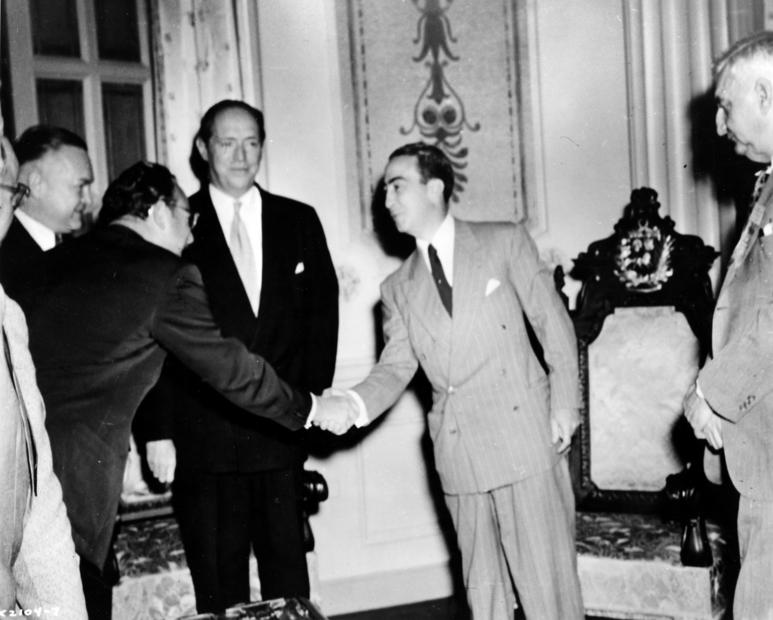
Херман Суарес во время визита в США в 1951 году. Встреча с членами Торговой палаты Детройта

Однако в ноябре 1950 года, после похищения и убийства главы хунты генерала Дельгадо Чальбо, Херман Суарес Фламерич был поставлен военными во главе с полковником Маркосом Пересом Хименесом во главе новой Правительственной хунты. Это решение состоялось 27 ноября, после долгих споров в среде командования армией, через две недели после гибели лидера военного режима. Политика контролировавшегося военными правительства Хермана Суареса, заключалась, с одной стороны в усилении репрессий против оппозиции, а с другой, в попытках создать лояльные структуры представительной власти, которые обеспечили бы власти легитимность. Власти устроили охоту на ушедших в подполье политических лидеров, вновь открыли концентрационный лагерь Гуасино на острове в дельте реки Ориноко и бросили в тюрьмы тысячи политических заключённых — студентов, преподавателей, журналистов, рабочих, как коммунистов, так и либералов. В ходе репрессий были убиты такие политики, как Леонардо Руис Пинеда, Луис Уртадо Угуэра, Альберто Карневале и Антонио Пинто Салинас.
19 апреля 1951 года Правительственная хунта издала декрет, утверждавший новый Избирательный устав, в соответствии с которым должно было быть избрано Учредительное собрание для выработки новой Конституции. Устав предполагал прямые выборы муниципальных властей, властей штатов и федеральных властей, а также прямые выборы президента республики. На 30 ноября 1952 года были назначены выборы, на которые были допущены практически все ведущие политические партии, кроме запрещённой Коммунистической партии Венесуэлы. Хотя партия Демократическое действие Ромуло Бетанкура объявила выборы фарсом и отказалась от участия в них, такие влиятельные силы, как Социал-христианская партия КОПЕЙ и Демократический республиканский союз, приняли в них участие. Приняли участие в выборах и находившиеся в подполье коммунисты и сама хунта, создавшая для этого партию Независимый избирательный фронт (исп.  Frente Electoral Independiente). Однако, вечером стали известны первые итоги голосования и выяснилось, что победу одерживает Демократический республиканский союз Ховито Вильяальбы. Правительство отказалось признать итоги голосования, арестовало Вильяальбу и выслало его из страны.

### После отставки
2 декабря 1952 года полковник Маркос Перес Хименес заявил, что Правительственная хунта подала в отставку и что он берёт на себя функции временного президента до тех пор, пока Национальный конгресс не изберёт нового главу государства. После отстранения от власти Херман Суарес уехал в Европу. Он вернулся на родину в 1954 году и занялся адвокатской практикой, не вмешиваясь в политическую жизнь.
Херман Суарес Фламерич скончался 24 июня 1990 года в Каракасе.